# Acherontiella xenylliformis
Acherontiella xenylliformis is een springstaartensoort uit de familie van de Hypogastruridae. De wetenschappelijke naam van de soort is voor het eerst geldig gepubliceerd in 1951 door Gisin.